# Ивано-Шейчино
Ива́но-Ше́йчино (укр. Івано-Шийчине) — село,
Ивано-Шейчинский сельский совет,
Богодуховский район,
Харьковская область, Украина.
Код КОАТУУ — 6320883501. Население по переписи 2001 г. составляет 887 (392/495 м/ж) человек.
Является административным центром Ивано-Шейчинского сельского совета, в который, кроме того, входят сёла
Братеница и
Тимофеевка.

## Географическое положение
Село Ивано-Шейчино расположено в 22 км от Богодухова и вытянуто более чем на 7 км; находится на обоих берегах вдоль рек Братеница и её левого притока под названием Шейчинка (Шейчина (река), Задацькив).
На реке имеется плотина, которая образует Ивано-Шейчанское водохранилище. В одном км на восток находится село Братеница.

## История
- 1785 — дата основания хутора Иванки либо хутора Шейчино.
- Последняя четверть 18 века — дата основания остальных хуторов по берегам реки Шейчиной.[12]
- 15—23 декабря 1905 года во время Первой русской революции крестьяне разгромили помещичью экономию в имении Лукьянова и разделили между собой 3 тысячи пудов хлеба, возы, конскую сбрую и другое имущество.
- Январь 1918[10] — в селе установлена Советская власть; оно вошло в состав ДКР.
- Апрель 1918 — село оккупировано австро-германскими войсками.
- Декабрь 1918 — в селе восстановлена Советская власть.
- Июль 1919 — село занято войсками Вооружённых сил Юга России (ВСЮР) и вошло в Харьковскую область ВСЮР.
- Декабрь 1919 — войска ВСЮР А. И. Деникина отступили на юг; снова восстановлена Советская власть; село в УССР.
- В 1940 году на хуторе Шейчино было 35 дворов, две ветряные мельницы и сельсовет;[2] на хуторе Иванки было 60 дворов, школа и ветряная мельница.[1]
- Хутора были оккупированы вермахтом в октябре 1941 года; освобождены в августе 1943 года.
- В годы войны 650 жителей села воевали на фронтах в рядах РККА и Советской армии;[12] из них погибли 366 воинов; 382 был награждён орденами и медалями СССР.[12]
- После ВОВ двенадцать[12] хуторов вдоль реки были объединены в село Ивано-Шейчино (укр. Ивано-Шийчине). Сверху вниз по течению эти хутора в 1941 году:
- Ахремцев — левый берег, 20 дворов.
- Булахов — оба берега, 120 дворов.
- Стенки — левый берег, 20 дворов.
- Удовенки — оба берега, 18 дворов, две ветряные мельницы.
- Шейчино — левый берег, 35 дворов, две ветряные мельницы.
- Иванки — правый берег, 60 дворов, школа, ветряная мельница.
- Лазорки — оба берега правого притока, 70 дворов, ветряная мельница.
- Наказные хутора — левый берег, 30 дворов, ветряная мельница.
- Острасы — правый берег, 70 дворов, ветряная мельница.
- Червона долина — оба берега, 40 дворов.
- Перевозены — левый берег, 10 дворов.
- Гадзы — левый берег, 4 двора, ветряная мельница.
- Оленинки — левый берег, 40 дворов.
- Степовой — левый берег, 28 дворов, ветряная мельница; на противоположном берегу от Шевченко(во).[13]
- В 1957 и 1958 годах колхоз имени Ватутина принимал участие в выставке ВСХВ в Москве и был награждён дипломом II степени.
- В 1966 году в селе были 1704 человека; здесь работали восьмилетняя и начальная школы, клуб, курсы повышения квалификации работников сельского хозяйства; в колхозе имени Ватутина было 6347 гектара земли и большие сады.
- В 1976 году в селе были 492 двора и 10 прудов (ставко́в); в нём проживали 1349 человек;[10] здесь работали восьмилетняя школа со 163 учениками, консультационный пункт средней школы, дом культуры на 240 мест, библиотека с фондом 13 300 экз., фельдшерско-акушерский пункт, детский сад-ясли, почта, сберкасса, 4 магазина, столовая, кирпичный завод, две мельницы, маслобойня, две пилорамы, тракторный стан по ремонту сельхозтехники.[10]
- В 1976 году в селе находилась центральная усадьба большого колхоза имени советского полководца Ватутина; у колхоза было 5 200 га земли, в том числе 4 600 га пахотной и 120 га сада.[10] Колхоз специализировался на выращивании зерновых, сахарной свеклы, картофеля, подсолнечника, овощей и на мясо-молочном животноводстве. В совхозе была оросительная система на 320 га; бригады были соединены асфальтовыми дорогами.[10]
- К 1976 году 26[10] колхозников за мирный труд были награждены орденами и медалями СССР, в том числе трое — орденом Ленина.[10][14]
- В 1993 году в селе действовали колхоз им. Ватутина с 4-мя бригадами (три номерные, Тимофеевская и тракторная) и шестью молочно-товарными фермами (четыре номерные, одна в селе Братеница и одна — в селе Ляхов); столовая, насосная станция, библиотека, детский сад, магазины, клуб, фельдшерско-акушерский пункт, отделение связи, сельсовет, школа.[11]

## Экономика
- В селе в советское время были несколько молочно-товарных и птице-товарная фермы.[10]
- СООО «им. Ватутина», выращивание зерновых культур, свиней, КРС.

## Достопримечательности
- Братская могила советских воинов. Похоронены 24 павших воина.
- Памятник односельчанам, погибшим во время Великой Отечественной войны.